# Angiostrongylus
Angiostrongylus je rod parazitických hlístic z čeledi Angiostrongylidae, resp. Metastrongylidae (plicnivkovití). Popsán byl v roce 1905. Jeho nejbližší fylogenetičtí příbuzní jsou rody Metastrongylus a Skrjabingylus.[zdroj⁠?!]

## Klasifikace
Rod zahrnuje druhy
- Angiostrongylus costaricensis
- Angiostrongylus cantonensis
- Angiostrongylus chabaudi
- Angiostrongylus daskalovi
- Angiostrongylus dujardini
- Angiostrongylus mackerrasae
- Angiostrongylus malaysiensis
- Angiostrongylus minasensis
- Angiostrongylus vasorum

## Patologie
Onemocnění způsobená tímto parazitem se nazývá angiostrongylóza.